# Ministero dell'energia (Siria)
Il Ministero dell'energia della Siria (in arabo وزارة التربية‎?, Wizārat at-Tarbīyah) è un dicastero del Consiglio dei ministri che si occupa della politica energetica della Siria.
L'attuale ministro è Mohammad al-Bashir, in carica dal 29 marzo 2025.

## Storia
È stato istituito il 29 marzo 2025.

## Ministri
- Mohammad al-Bashir (dal 29 marzo 2025)